# Liste von Persönlichkeiten der Stadt Würzburg
Die folgende Liste enthält Persönlichkeiten der Stadt Würzburg.

## In Würzburg geborene Persönlichkeiten
Folgende Personen wurden in Würzburg bzw. im heutigen Stadtgebiet von Würzburg geboren:

### 13. bis 18. Jahrhundert
- Konrad von Würzburg (1220/30–1287), Lyriker, Epiker und didaktischer Dichter
- Johannes I. Kaufmann († 1489), Zisterzienserabt
- Georg Wolfsbach († 1535), Benediktinerabt
- Kaspar Gotthard († 1526), Prämonstratenserabt
- Friedrich Fischer (≈1464–1529), Humanist und Jurist
- Matthias Grünewald (≈ 1480–1530), Maler und Grafiker
- Christoph Zobel (1499–1560), Jurist
- Georg Dasch (≈1510–1578), Bürgermeister von Gotha
- Martin Seger (* um 1510/15; † um 1580), Illustrator der Bischofs-Chronik von Lorenz Fries und fürstbischöflicher Hofmaler[1]
- Michael Suppan (≈1520–1584), Universitätsrektor und Generalvikar
- Paulus I. Zeller († 1563), Zisterzienserabt
- Christoph Upilio (auch Christoph Schefferlein; ≈1572–1645), Arzt und Stadtphysikus in Bad Neustadt an der Saale
- Nikolaus Balthasar Mertz (fl. 17. Jh.), Stadtarzt in Fulda und Hofmedicus in Bamberg
- Johannes VI. Pfister († 1641), Zisterzienserabt
- Wilderich von Walderdorff (1617–1680), katholischer Bischof der Diözese Wien
- Johannes Adam Stör (≈1623–1675), Mediziner, Professor der Medizin in Würzburg
- Paulus II. Baumann (1644–1725), Zisterzienserabt
- Ferdinand Tobias Richter (1651–1711), Komponist und Organist
- Johann Lorenz Adelmann († 1719), kaiserlicher Rat und fürstbischöflicher Kanzler; Epitaph in St. Peter und Paul (Würzburg)
- Franz Caspar (1669–1728), Kaiserlicher Hof-Bildhauer
- Johann Philipp Franz von Schönborn (1673–1724), Fürstbischof von Würzburg
- Georg Fasel (1675–1747), Prämonstratenserabt vom Kloster Oberzell
- Josepha Dominica von Rottenberg (1676–1738), Priorin von St. Katharinenthal
- Georg Ludwig Hueber († 1768), Professor der Anatomie, Chirurgie, Chemie und praktischen Medizin
- Anton Heinrich Friedrich von Stadion (1691–1768), Großhofmeister am kurfürstlichen Hof zu Mainz
- Leonhard Grebner (1694–1742), Jesuit
- Sebastian Cönen (1697–1766), Benediktinerabt
- Franz Joseph Anton von Hahn (1699–1748), Weihbischof in Bamberg
- Johann Wolfgang von der Auwera (1708–1756), Bildhauer
- Adam Joseph Hueber (1708–1794), Kaufmann und Bürgermeister, Stifter der Hueberspflege, Sohn des Medizinprofessors Georg Ludwig Hueber
- Friedrich Ebenhöch (1714–1786), Jurist, hochfürstlich würzburgischer Hof- und Konsistorialrat, Ankläger in einem Hexenprozess
- Anton Bayr (1716–1792), Orgelbauer
- Johann Joseph Heinrich Bauer von Adelsbach (1719–1802), Mediziner und Professor der Medizin in Prag
- Georg Franz Wiesner (1731–1797), geboren in Heidingsfeld, Theologe und Hochschullehrer
- Johann Octavian Salver (1732–1788), Genealoge
- Franz Ignaz Michael Neumann (1733–1785), Ingenieur, Architekt und Baumeister
- Martin Lampe (1734–1806), Diener Immanuel Kants
- Placidus Sprenger (1735–1806), Benediktiner, Herausgeber und Geschichtsschreiber
- Christoph Kroh (1735–1812), Prämonstratenserabt vom Kloster Oberzell
- Johann Ferdinand Balthasar Stieffell (1737–1818), Orgelbauer
- Bonavita Blank, eigentlich Joseph Anton Bruno Blank (1740–1827), Naturforscher, Fossiliensammler und Professor für Naturgeschichte in Würzburg
- Philipp Jakob Huth von Dessendorf (1742–1813), katholischer Theologe
- Christian Bönicke (1745–1805), römisch-katholischer Geistlicher, Jurist und Hochschullehrer
- Franz Oberthür (1745–1831), römisch-katholischer Theologe
- Jakob Josef von Haus (1748–1833), Jurist, Hochschullehrer und Erzieher des italienischen Königs
- Georg Joseph Vogler (1749–1814), Komponist, Organist, Kapellmeister, Priester, Musikpädagoge und Musiktheoretiker
- Johann Sterkel (1750–1817), Pianist und Komponist
- Gabriel Heilmann (1751–1806), Arzt, Botaniker und Hochschullehrer an der Universität Würzburg
- Joseph Lange (1751–1831), Schauspieler, Maler, Komponist und Schriftsteller
- Franz Xaver von Leibes (1753–1828), katholischer Geistlicher und Hochschullehrer an der Universität Würzburg
- Adam Joseph Onymus (1754–1836),  katholischer Geistlicher, Hochschullehrer und Generalvikar in Würzburg
- Georg Anton Markard (1755–1816), Chirurg, Geburtshelfer und Hochschullehrer
- Franz Gallus Sündermahler (1755–1840), Jurist und Beamter
- Adam Friedrich Groß zu Trockau (1758–1840), Apostolischer Vikar und Bischof
- Nicolaus Anton Friedreich (1761–1836), Mediziner
- Lothar Anselm von Gebsattel (1761–1846), Würzburger Domdechant
- Gallus Aloys Kaspar Kleinschrod (1762–1824), Strafrechtler
- Reiner Wirl († 1763), Bildhauer
- Philipp Franz Kremer (1765–1854), Jurist, Kaufmann und Abgeordneter zum bayerischen Landtag
- Johann Michael von Seuffert (1765–1829), Jurist und Politiker
- Georg Libor Eyrich (1766–1826), römisch-katholischer Theologe und Hochschullehrer
- Juliane Giovane (1766–1805), Schriftstellerin und Hofdame
- Georg von Habermann (1766–1825), General der königlich bayerischen Armee
- Heinrich Domnich (1767–1844), Hornist, Komponist und Professor
- Heinrich Alois von Reigersberg (1770–1865), bayerischer Jurist und Politiker
- Franz Martin Seuffert (um 1772–1847), deutsch-österreichischer Orgel- und Klavierbauer
- Franz Xaver Heller (1775–1840), Arzt und Botaniker
- Johann Bartholomäus von Siebold (1774–1814), Chirurg und Hochschullehrer
- Adam Elias von Siebold (1775–1828), Gynäkologe und Hochschullehrer
- Bernhard Michael von Grandauer (1776–1838), bayerischer Jurist und Staatsrat
- Carl Joseph Ringelmann (1776–1854), Zahnarzt und Chirurg, Hochschullehrer und königlicher Leibarzt
- Joseph Küffner (1776–1856), Musiker und Komponist
- Franz Joseph Häcker (1777–1851), deutscher Jurist und Politiker
- Johann Martin von Wagner (1777–1858), Maler, Bildhauer und Kunstsammler
- Franz Wiesen (1777–1826), Holzschneider, Miniaturmaler und Kupferstecher
- Vinzenz Adelmann (1780–1850), Mediziner
- Franz Joseph Fröhlich (1780–1862), Pädagoge und Musikwissenschaftler
- Johann Anton Weinmann (1782–1858), deutsch-russischer Gärtner und Botaniker
- Johanna Hitzelberger, verheiratete Bamberger (1783–1849), Opernsängerin
- Peter von Richarz (1783–1855), Bischof
- Johann Adam Maas (1784–1852), Badearzt
- Ambrosius Rau (1784–1830), Naturforscher und Hochschullehrer
- Adam Kaspar Hesselbach (1788–1856), Anatom und Chirurg
- Regina Hitzelberger, verheiratete Lang (1788–1827), Opernsängerin
- Joseph von Pölnitz (1792–1865), Königlich-Bayerischer Kämmerer und Landkommissär
- Joseph Salomon (1793–1856), Mathematiker und Hochschullehrer
- Philipp Geigel (1794–1855), Richter und Politiker
- Johann Adam von Seuffert (1794–1857), Rechtsgelehrter
- Gottfried Eisenmann (1795–1867), Arzt, Politiker, politischer Publizist und medizinischer Schriftsteller
- Michael Jäger (1795–1838), Chirurg und Hochschullehrer
- Johann Baptist Friedreich (1796–1862), Mediziner, Gerichtsarzt und Dichter
- Philipp Franz von Siebold (1796–1866), bayerischer Arzt, Japan- und Naturforscher, Ethnologe, Pflanzensammler und Botaniker
- Karl von Kleinschrod (1797–1866), bayerischer Jurist und Politiker
- Andreas Bernhard Quante (1799–1874), Jurist und Politiker
- Adam Friedreich (um 1799–1859), Jurist und Politiker
- Georg Karl von Seuffert (1800–1870), Präsident des Handelsappellationsgerichts in Nürnberg

### 19. Jahrhundert

#### 1800 bis 1820
- Franz Ludwig Philipp Schenk von Stauffenberg (1801–1881), Bayrischer Reichsrat
- Eduard Caspar Jacob von Siebold (1801–1861), Professor der Gynäkologie
- Hermann Oettinger (1802–1855), praktischer Arzt und mit Alois Martin Begründer des Ärztlichen Intelligenzblatts
- Friedrich Julius Stahl (1802–1861), Rechtsphilosoph und konservativer Politiker
- Friedrich Freiherr von Zu Rhein (1802–1870), königlich bayerischer Jurist und Verwaltungsbeamter
- Joseph Heine (1803–1877), Mediziner und Regierungs- und Medizinalrat
- Friedrich von Ringelmann (1803–1870), Jurist und Politiker sowie bayerischer Innenminister und Justizminister
- Carl von Siebold (1804–1885), Arzt und Zoologe
- Josef von Hirsch (1805–1885), Kaufmann und Hofbankier
- Johann Joseph Hoffmann (1805–1878), Kenner der chinesischen und japanischen Sprache
- Heinrich Ambros Eckert (1807–1840), Maler und Lithograf
- Luigi Ferdinando Casamorata (1807–1881), italienischer Komponist, Musikwissenschaftler und Musikkritiker
- Karl Kirchgessner (1807–1858), königlicher Advokat in Würzburg und Präsident der Kammer der Abgeordneten
- Franz von Hartmann (1808–1895), deutsch-österreichischer Jurist
- Georg Joseph Manz (1808–1894), Gründer des Verlages G. J. Manz
- Bernhard Mohr (1809–1848), Pathologe am Juliusspital, promoviert 1833 in Würzburg
- Anton Ruland (1809–1874), katholischer Priester, Bibliothekar und bayerischer Politiker (Landtagsabgeordneter)
- Ignaz Hub (1810–1880), Dichter, Redakteur und Herausgeber
- Hermann Dyck (1812–1874), Maler, Zeichner und Radierer
- Johann Joseph Roßbach (1813–1869), Jurist, Philosoph und bayerischer Landtagsabgeordneter, Magistratsrat der Stadt
- Fritz Bamberger (1814–1873), Maler
- Heinrich Bauer (1814–1851), Arbeiterführer
- Valentin Eduard Becker (1814–1890), Stadtkämmerer und Komponist
- Siegfried Haenle, geboren als Samuel Haenle (1814–1889), Jurist, Schriftsteller und Regionalhistoriker
- Joseph von Held (1815–1890), Staatsrechtler, Rektor der Königlichen Universität Würzburg, Mitbegründer des Bayerischen Roten Kreuzes
- Hermann von und zu Guttenberg (1816–1882), bayerischer Gutsbesitzer und Politiker
- Rudolph von Freyberg-Eisenberg (1817–1887), Gutsbesitzer und Mitglied des Deutschen Reichstags
- Gustav von Habermann (1818–1878), Rittergutsbesitzer und Mitglied des Deutschen Reichstags
- Carl Adolph Cornelius (1819–1903), Historiker und Kirchenhistoriker
- Georg Bauch (1820–1886), Reichstagsabgeordneter
- Adolph von Pfretzschner (1820–1901), bayerischer Politiker

#### 1821 bis 1840
- Hugo von Diehl (1821–1883), General der Infanterie und Chef des Generalstabes
- Luitpold von Bayern (1821–1912), Prinzregent von Bayern
- Clemens zu Pappenheim (1822–1904), königlich bayerischer Regierungsbeamter
- Adelgunde Auguste von Bayern (1823–1914), Prinzessin von Bayern
- Joseph von Lindwurm (1824–1874), Arzt und Professor für Dermatologie
- Franz Cucumus (1824–1881), Reichsgerichtsrat
- Oskar von Diruf (1824–1912), Balneologe und Badearzt
- Josef Hergenröther (1824–1890), katholischer Kirchenhistoriker und Kardinal
- Ludwig von Rockinger (1824–1914), Historiker, Archivar und Rechtshistoriker
- Hildegard Luise von Bayern (1825–1864), österreichische Erzherzogin
- Georg Arbogast von und zu Franckenstein (1825–1890), Politiker
- Nicolaus Friedreich (1825–1882), Pathologe und Hochschullehrer
- Carl Gegenbaur (1826–1903), Wirbeltiermorphologe
- Christian Anton Kolb (1826–1871), Musiker, Komponist und Militär-Kapellmeister
- Michael Weber (1827–1885), deutsch-schweizerischer Braumeister
- Alois Geigel (1829–1887), Mediziner
- Johann Baptist Renninger (1829–1892), katholischer Theologe
- Anton von Scholz (1829–1908), katholischer Theologe
- Ernst August von Seuffert (1829–1907), Rechtswissenschaftler und Professor
- Hugo Stöhr (1830–1901), Frauen- und Badearzt
- Carl Herz (1831–1897), Jurist und Reichstagsabgeordneter
- Maximilian Friedrich von Thurn und Taxis (1831–1890), bayerischer Major und Familienhistoriker
- Frido von Blume (1832–1907), bayerischer Generalleutnant
- Adolph vom Rath (1832–1907), preußischer Bankier, Mitbegründer und Vorstand der Deutschen Bank
- Otto May (1833–1914), Gutsinspektor
- Anton von Bechtolsheim (1834–1904), österreichischer General der Kavallerie deutscher Herkunft
- Ferdinand Knab (1837–1902), Maler
- Franz August Schenk von Stauffenberg (1834–1901), Jurist, Grundbesitzer und Politiker
- Karl Joseph Eberth (1835–1926), Pathologe und Hochschullehrer
- August Geist (1835–1868), Landschaftsmaler
- Adolf Pernwerth von Bärnstein (1836–1918), Eisenbahnbeamter und Studentenhistoriker
- Hermann von Mauchenheim genannt Bechtolsheim (1836–1910), königlich bayerischer Badkommissär
- Andreas von Seisser (1837–1911), Präsident der Bayerischen Staatsbank
- Friederike Goßmann (1838–1906), Schauspielerin

#### 1841 bis 1860
- Johann Feser (1841–1896), Tierarzt und Hochschullehrer
- Georg von Mayr (1841–1925), Statistiker und Volkswirt
- Nathan Bamberger (1842–1919), Rabbiner des Distriktsrabbinats Würzburg
- Karl Theodor von Lutz (1842–1905), Politiker und Verwaltungsjurist, Regierungspräsident der Oberpfalz
- Karl Bever (1843–1930), Arzt
- Franz Riegel (1843–1904), Mediziner und Hochschullehrer
- August Stöhr (1843–1890), Mediziner und Mitglied des Deutschen Reichstags
- Adolf Held (1844–1880), Nationalökonom
- Friedrich Narr (1844–1893), Physiker
- Hermann Bever (1845–1912), Maler, Konservator und Galeriedirektor
- Karl Köhl (1846–1926), Seifenfabrikant, Buchdrucker und Mitglied des Deutschen Reichstags
- Carl von Horn (1847–1923), königlich bayerischer Generaloberst der Infanterie
- Franz Scheiner (1847–1917), Großverleger für Ansichtskarten und Lithograf
- Friedrich Carl von Schönborn-Wiesentheid (1847–1913), Mitglied des Deutschen Reichstags
- Lilli Lehmann (1848–1929), Opernsängerin und Gesangspädagogin
- Valentin Weidner (1848–1919), Bildhauer
- Anton Bumm (1849–1903), Psychiater und Professor für Psychiatrie
- Karl Heffner (1849–1927), Landschaftsmaler
- Philipp Stöhr der Ältere (1849–1911), Anatom und Hochschullehrer
- Heinrich Stein (1850–1913), Landschaftsmaler
- Adalbert Stengler (1850–1910), Wasserbauingenieur
- Max Bastelberger (1851–1916), Arzt und Schmetterlingskundler
- Theodor Kölliker (1852–1937), Chirurg, Pionier der operativen Orthopädie
- Maximilian Halder (1853–1912), bayerischer Generalmajor und Kommandant der Festung Germersheim.
- Eduard Rosenthal (1853–1926), Jurist, Hochschullehrer und Politiker
- Ludwig Strasser (1853–1917), Großuhrmacher
- Konstantin von Gebsattel (1854–1932), bayerischer General der Kavallerie
- Karl Konrad Müller (1854–1903), Klassischer Philologe und Bibliothekar
- Michael-Philipp Seißer (1854–1943), Textilunternehmer
- Heinrich Kiliani (1855–1945), Chemiker
- Gustav Scanzoni von Lichtenfels (1855–1924), Offizier, General der bayerischen Artillerie
- Ludwig von Gebsattel (1857–1930), Offizier der Bayerischen Armee
- Johann von Treutlein-Moerdes (1858–1916), deutscher Ministerialbeamter in Bayern
- Eugen von Bamberger (1858–1921), österreichischer Internist
- Ernst Bumm (1858–1925), Gynäkologe

#### 1861 bis 1880
- Gustav Bamberger (1861–1936), österreichisch-deutscher Architekt und Maler
- Carl Marx (1861–1933), Opernsänger und Theaterregisseur
- Nikolaus von Endres (1862–1938), königlich-bayerischer Offizier
- Franz Schmitt (1862–1932), Politiker
- Valerie Seisser (1862–1953), Mitgründerin der Rot-Kreuz-Klinik in Würzburg
- Wilhelm Silberschmidt (1862–1939), Jurist
- Karl Spiegel (1863–1920), Lehrer und Märchensammler
- Hermann Schmitt (1863–1943), Bayerischer Staatsminister
- Oskar von Parish (1864–1925), österreichisch-ungarischer Adeliger, Großgrundbesitzer und Politiker
- Adolf Sandberger (1864–1943), Musikwissenschaftler und Komponist
- Heinrich Ludwig Urlichs (1864–1935), Klassischer Archäologe und Altphilologe
- Franz Friedrich Leitschuh (1865–1924), Professor der Kunstgeschichte
- Michael Balling (1866–1925), Bratschist und Dirigent
- Henry Charles Brewer (1866–1950), britischer Maler
- Ludwig Seisser (1866–1936), Pharmazeut und Unternehmer
- Max Dauthendey (1867–1918), Dichter und Maler
- Wilhelm Dieck (1867–1935), Zahnmediziner
- Emil von Dungern (1867–1961), Internist
- Otto von Franqué (1867–1937), Gynäkologe und Geburtshelfer
- Joseph von Käß (1867–1941), Verwaltungsjurist und Präsident der Reichsbahndirektion München
- Georg Küffner (1867–1948), Philologe, Museumsleiter und rheinpfälzischer Mundartforscher
- Heinrich Jacob von Recklinghausen (1867–1942), Arzt, Blutdruckforscher und Philosoph
- Hans Karl von Stein zu Nord- und Ostheim (1867–1942), Jurist, Politiker und Staatssekretär
- Georg Stössel (1867–1943), Geigenbauer und Erfinder der nach ihm benannten Stössel-Laute
- Philipp Bayer (1868–1902), Jurist und Mitglied des Deutschen Reichstags
- Karl Neubert, geboren als Karl Stritzl (1868–1937), Schauspieler und Theaterregisseur
- Franz-Joseph Ahles (1869–1939), Dichter
- Ferdinand Brod (1869–1944), Kunstmaler und Schriftsteller
- Philipp Heim (1869―1925), Verwaltungsjurist und Bezirksamtmann
- Max Borst (1869–1946), Pathologe
- Max Nassauer (1869–1931), Gynäkologe und Schriftsteller
- Heinrich Albert (1870–1950), Gitarrist und Komponist
- Julius Binder (1870–1939), Rechtsphilosoph
- Karl Troßmann (1871–1957), Politiker
- Otto Rosenheim (1871–1955), Biochemiker
- Karl Konrad Düssel (1872–1940), Journalist
- Karl von Luxburg (1872–1956), Diplomat
- Paul Panzer (1872–1958), deutsch-amerikanischer Schauspieler
- Philipp Graf (1874–1947), Maler
- Alexander Gerber (1874–1971), Präsident des Oberlandesgerichts München
- Ernst Schneider (1874–1968), Gartenbaudirektor in Königsberg
- Hans von Seißer (1874–1973), Oberst und Chef der bayerischen Landespolizei
- David Braunschweiger (1875–1928), Rabbiner und Autor
- Ulrich Gerhardt (1875–1950), Zoologe und Hochschullehrer
- Eduard Bauch (1876–1936), Jurist, Bürgermeister von Bad Kissingen
- Fritz Fuchsenberger (1876–1945), Architekt
- Leo Glaser (1876–1950), Chemiker, Apotheker, Unternehmer und Politiker
- Fritz Klee (1876–1976), Architekt, Porzellandesigner und Gründungsdirektor der Porzellanfachschule Selb
- Johann Baptist Konrad (1876–nach 1908), Volkssänger und Humorist
- Joseph Oppenheimer (1876–1966), Landschafts- und Porträtmaler
- Konrad Stümmer (1876–1955), Landrat in Bad Neustadt an der Saale
- Ferdinand Flury (1877–1947), Pharmakologe, Toxikologe und Generalarzt
- Alfons Stier (1877–1952), Komponist, Musikredakteur und Lehrer
- Gustav von Bergmann (1878–1955), Internist
- Rudolf Schiestl (1878–1931), Maler, Radierer, Grafiker und Glasmaler
- Joseph Friedrich Abert (1879–1959), Historiker und Archivar
- Alfred Dürr (1879–1953), Jurist, Präsident des Oberlandesgerichts München
- Philipp Lothar Mayring (1879–1948), Schauspieler, Regisseur und Drehbuchautor
- Ferdinand Spiegel (1879–1950), Maler, Grafiker und Illustrator
- Irene Sattler (1880–1957), Bildhauerin
- Camille Sachs (1880–1959), Jurist
- Alfred Sauer (1880–1943), US-amerikanischer Säbel-, Degen- und Florett-Fechter deutscher Herkunft

#### 1881 bis 1900
- Hans Rau (1881–1961), Physiker und Hochschullehrer
- Friedrich Spengler (1881–1966), Bezirksoberamtmann in Amberg und Dillingen an der Donau
- Julius Adler (1882–1934), Rechtsanwalt und Opfer des Röhm-Putsches
- Carl Diem (1882–1962), Sportfunktionär und -wissenschaftler
- Friedrich Dollmann (1882–1944), Heeresoffizier
- Eugen Dreisch (1882–nach 1936), Architekt und Kunstsammler
- Leonhard Frank (1882–1961), Schriftsteller
- Karl von Angerer (1883–1945), Hygieniker, Bakteriologe und Hochschullehrer
- Gottfried Feder (1883–1941), Wirtschaftstheoretiker und Politiker (NSDAP)
- Georg Lill (1883–1951), Kunsthistoriker und Denkmalpfleger
- Eugen von Schobert (1883–1941), Heeresoffizier
- Hermann Fischer (1884–1936), deutscher Botaniker
- Franz Halder (1884–1972), Heeresoffizier
- Hermann Heimerich (1885–1963), Politiker
- Heinrich Kirchner (1885–1953), Paläontologe, Geologe und Hochschullehrer
- Willi Scheuermann (1885–nach 1959), Illustrator und Ansichtskartenkünstler
- Karl Eyerich (1886–1971), Sanitätsoffizier, Admiralarzt
- Roderich Fick (1886–1955), Architekt und Professor
- Hermann Leitenstorfer (1886–1972), Architekt, Baubeamter und Hochschullehrer
- Josef Friedrich Matthes (1886–1943), Redakteur und rheinischer Separatist
- Karl Wulzinger (1886–1948), historischer Bauforscher, Hochschullehrer
- Rudolf Düll (1887–1979), Jurist
- Otto Haupt (1887–1988), Mathematiker
- Lotte Kliebert (1887–1991), Musikerin
- Udo Knorr (1887–1960), Maschinenbauer
- Willy Schmidt-Heubach (1887–nach 1930), Maler
- Konrad Cramer (1888–1963), deutsch-amerikanischer Maler
- Hans Heinrich Franck (1888–1961), Chemiker und Technologe
- Rudolf Hase (1888–1967), Physiker, Hochschullehrer und Unternehmer
- August Hein (1888–1944), Gewerkschafter, Politiker und Genossenschaftler
- Karl Ritter (1888–1977), Regisseur, Drehbuchautor und Filmproduzent
- Friedrich Trautwein (1888–1956), Pionier der elektronischen Musik in Deutschland
- Elisabeth Hoffa (1889–1988), Ärztin und Tochter des Orthopäden Albert Hoffa
- Joseph Prijs (1889–1956), deutsch-Schweizer Rabbiner, Judaist und Bibliothekar
- Rudo Ritter (1889–1945), Drehbuchautor
- Arthur Drey (1890–1965), Lyriker, Dramatiker und Essayist
- Alfred Jodl (1890–1946), Heeresoffizier und verurteilter Kriegsverbrecher
- Emy Roeder (1890–1971), Bildhauerin und Zeichnerin
- Karl Friedrich Roth (1890–1960), Porträtmaler
- Paul Ruf (1890–1964), Germanist und Bibliothekar
- Richard Sedlmaier (1890–1963), Kunsthistoriker und Hochschullehrer
- Karl Weisenberger (1890–1952), Offizier
- Gertraud von Bullion (1891–1930), erste Schoenstätter Marienschwester
- Anna Ebermann (1891–1944), Widerständler gegen den Nationalsozialismus
- Georg Hornung (1891–1942), Kommunist, Widerstandskämpfer und Opfer des NS-Regimes
- Max Mohr (1891–1937), Arzt, Dramatiker und Erzähler
- Rudolf Schulz-Dornburg (1891–1949), Dirigent und Komponist, Generalmusikdirektor
- Philipp Stöhr der Jüngere (1891–1979), Anatom und Hochschullehrer
- Heinrich Hacker (1892–1970), Politiker (NSDAP) und SA-Gruppenführer
- Leopold Obermayer (1892–1943), Jurist und NS-Opfer
- Hans Reichel (1892–1958), Maler und Zeichner
- Georg Berger (1893–1977), Kaufmann, HJ-Führer, Ministerialrat, Generaldirektor der Wiener Ankerbrotfabrik
- Georg Enoch Freiherr von und zu Guttenberg (1893–1940), Mitglied der Ersten Kammer des Bayerischen Landtages
- Josef Müller (1893–1984), Fußballspieler und -trainer
- Emil Zentgraf (1893–1976), Bildhauer
- Hermann Zillig (1893–1952), Weinbauwissenschaftler
- Albert Praun (1894–1975), General der Nachrichtentruppe der Wehrmacht
- Otto Praun (1894–1960), Gynäkologe und Immobilienhändler
- Oskar Dirlewanger (1895–1945), Offizier der Waffen-SS und Kriegsverbrecher
- Josef Eugen Held (1895–1983), Politiker und Historiker
- Georg Knauer (1895–1971), Syndikus und Politiker
- Hellmuth Mayer (1895–1980), Rechtswissenschaftler und Kriminologe
- André Pilot (1895–1944), Schauspieler
- Adam Sachs (1895–?), Radrennfahrer
- Fritz Koch (1896–1967), Jurist und Politiker
- Hans Kohler (1896–1970), Politiker
- Bruno Ritter von Hauenschild (1896–1953), Generalleutnant und Kommandierender General
- Friedrich Wencker-Wildberg (1896–1970), Schriftsteller, Übersetzer und Historiker
- Otto Appel (1897–1976), Biologe
- Doris Dauber (1897–1953), Schriftstellerin
- Philipp Lothar Mayring (1897–1948), Schauspieler, Regisseur und Drehbuchautor
- Emil Popp (1897–1955), Politiker und Verwaltungsbeamter
- Albert Renger-Patzsch (1897–1966), Fotograf
- Magdalene Schoch (1897–1987), Juristin
- Heinrich Kreisel (1898–1975), Kunsthistoriker, Museumsdirektor und Denkmalpfleger
- Adalbero Kunzelmann (1898–1975), Augustiner, Kirchenmusiker und Autor
- Alfred Meyer (1898–1933), Zahnarzt und NS-Opfer
- Ernst Meyerolbersleben (1898–1991), Komponist, Pianist, Dirigent, Kapellmeister, Sänger und Musikpädagoge
- Richard Rothe-Roth (1898–1972), Marineoffizier
- Hede Rügemer (1898–1946), Bildhauerin
- Hans Seel (1898–1961), Pharmakologe, Toxikologe und Hochschullehrer
- Fritz Bayerlein (1899–1970), Offizier
- Hans Karl Müller (1899–1977), Augenarzt
- Otto Bezold (1899–1984), Jurist und Politiker
- Peter Feile (1899–1972), Architekt
- Günther Henle (1899–1979), Politiker
- Ernst Körner (1899–1952), Politiker, Oberbürgermeister von Ansbach
- Margret Boveri (1900–1975), Journalistin
- Georg Häfner (1900–1942), katholischer Priester und Märtyrer
- Hedwig Haller-Braus (1900–1989), Schweizer Bildhauerin und Kleinplastikerin
- Karl Larsen (1900–1978), Präsident des Deutschen Genossenschaftsverbands
- Franz Müller (1900–1989), römisch-katholischer Theologe, Präsident des Deutschen Caritasverbandes

### 20. Jahrhundert

#### 1901 bis 1910
- Hermann Dinkel (1901–1958), Landrat im Landkreis Illertissen
- Werner Heisenberg (1901–1976), Physiker und Nobelpreisträger
- Werner von Nitzsch (1901–1947), Ackerbauwissenschaftler und Bodenkundler
- Alfred Vulpes (1901–nach 1966), Friseur, Handwerksfunktionär und Politiker
- Rolf Dietz (1902–1971), Rechtswissenschaftler und Hochschullehrer
- Emil Lowig (1902–nach 1967), Hochschullehrer für Acker- und Pflanzenbau sowie Rektor der Landwirtschaftlichen Hochschule Hohenheim
- Karl Ehehalt (1902–nach 1952), Landrat des Kreises Prachatitz im Sudetenland
- Willy Popp (1902–1978), Komponist im Schach
- Curt Riess (1902–1993), Schriftsteller
- Edmund Schramm (1902–1975), Romanist und Hispanist
- Erwin Steigerwald (1902–1962), Agrarwissenschaftler für Gemüse-, Heilpflanzen- und Gewürzpflanzenanbau
- Hermann Gerstner (1903–1993), Schriftsteller und Bibliothekar
- Hermann Gundersheimer (1903–2004), US-amerikanischer Kunsthistoriker
- Ludwig Heilmann (1903–1959), Generalmajor der Fallschirmtruppe
- Fritz Eiberle (1904–1987), Fußballspieler
- Franz Valentin Krug (1904–1993), römisch-katholischer Pfarrer, Widerstandskämpfer, Dichter und Künstler
- Franz Martin (1904–1959), Bildhauer
- Ernst Meyer-Camberg (1904–1985), Mediziner und Studentenhistoriker
- Frederick Gustav Reuss (1904–1985), US-amerikanischer Ökonom
- Max Schobert (1904–1948), SS-Sturmbannführer
- Kurt Hahn (1905–1958), Jurist und Kommunalpolitiker (NSDAP)
- Carl Lamb (1905–1968), Kunsthistoriker, Filmemacher und Fotograf
- Rudolf Merkel (1905–nach 1949), Jurist
- Rudolf Spemann (1905–1947), Schriftdesigner und Kalligraph
- Winfried Zillig (1905–1963), Komponist, Musiktheoretiker und Dirigent
- Melitta Mitscherlich (1906–1992), Medizinerin
- Otto Sonnleitner (1906–1985), Bildhauer
- Karl Wien (1906–1937), Bergsteiger
- Norbert Backmund (1907–1987), Prämonstratenser und Ordenshistoriker
- Walter Dieminger (1907–2000), Geophysiker und Hochfrequenztechniker
- Karl Gößwald (1907–1996), Zoologe und Hochschullehrer
- Ferdinand Keilmann (1907–1979), Architekt
- Edgar Dittmar (1908–1994), Segelflieger und Flugpionier
- Wilhelm Keilmann (1908–1989), Pianist, Kapellmeister und Komponist
- Leopold Krafft von Dellmensingen (1908–1994), Diplomat
- Lothar Metz (1908–1975), Brigadegeneral der Bundeswehr und Unterabteilungsleiter im Bundesnachrichtendienst
- Ulrich von Weber (1908–1986), Chemiker und Hochschullehrer
- Waldemar Wolter (1908–1947), Mediziner und Arzt
- Curt C. Silberman, geb. als Kurt Leo Silbermann (1908–2002), Rechtsanwalt[2]
- Adolf Bayer (1909–1999), Architekt und Hochschullehrer
- Anton Rom (1909–1994), Ruderer, Olympiasieger im Vierer ohne Steuermann
- Robert Geisendörfer (1910–1976), evangelischer Pfarrer, kirchlicher Publizist und Medienpionier
- Wilhelm Menne (1910–1945), Ruderer, Olympiasieger im Vierer ohne Steuermann

#### 1911 bis 1920
- Alfred Bauer (1911–1986), Jurist und Filmhistoriker
- Martin Karl (1911–1942), Ruderer
- Walter Michael Brod (1912–2010), Arzt und Studentenhistoriker
- Herbert Kern (1912–1998), Grafikdesigner und Hochschullehrer
- Karl Manninger (1912–2002), Kirchenmaler
- Josef Neckermann (1912–1992), Versandkaufmann und Dressurreiter
- Caspar Walter Rauh (1912–1983), Zeichner, Grafiker und Maler
- Georg Angermaier (1913–1945), Jurist, Staatswissenschaftler und Widerstandskämpfer gegen den Nationalsozialismus
- Ildefons Maria Dietz (1913–2000), römisch-katholischer Ordenspriester und Widerständler gegen das NS-Regime
- Otto Weidinger (1914–1990), Offizier der Waffen-SS
- Ruth Höhmann (1915–2004), Kunstsammlerin und Mäzenin
- Erwin Ammann (1916–2000), Politiker
- Karl Ebert (1916–1974), katholischer Theologe
- Hans Rebelein (1916–1975), Chemiker
- Josef Scheuplein (1916–1998), Maler, Graphiker und Kunsterzieher
- Ludwig Röder (1917–1993), Dichter, Schriftsteller und Astrologe
- Erich Sauer (1917–2001), Schulamtsdirektor und Politiker (CSU), Mitglied des Bayerischen Landtags
- Willy Schleunung (1917–2007), bayerischer Buchdruckereibesitzer, Verbandsfunktionär und Politiker
- Herbert A. Strauss (1918–2005), US-amerikanischer Historiker
- Hans Zeisel (* 1918): Professor für Kinderheilkunde in Würzburg, wissenschaftlicher Koordinator von Alete in München, lebte in Würzburg (Sudetenstraße)
- Hubert Harbauer (1919–1980), deutscher Kinder- und Jugendpsychiater und Hochschullehrer
- Oskar Neisinger (1919–1985), Publizist und römisch-katholischer Theologe
- Ludwig Volkholz (1919–1994), bayerischer Politiker
- Hans Walter Wild (1919–2001), Verwaltungsjurist und Kommunalpolitiker
- Eva Zilcher (1920–1994), Schauspielerin

#### 1921 bis 1930
- Rudolf Ackermann (1921–2013), Neurologe, Psychiater und Hochschullehrer
- Georg Benz (1921–2006), Gewerkschafter
- Gisela Kraus (1921–2001), Malerin und Glasgestalterin
- Hermann Böhner (1922–2012), Brigadegeneral
- Franz Fleckenstein (1922–1996), Kirchenmusiker, Priester und Komponist
- Robert Krick (1922–2017), Verleger und Unternehmer
- Helmut Oeller (1922–2016), Fernsehdirektor
- Anneliese Wertsch (1922–2008), Schauspielerin
- Rolf Kreuder (1923–1995), Fotograf
- Walther H. Lechler (1923–2013), Neuro-Psychiater und Psychotherapeut
- Friedrich Merzbacher (1923–1982), Rechtswissenschaftler und Hochschullehrer
- Elli Michler (1923–2014), Lyrikerin
- Jehuda Amichai (1924–2000), deutsch-israelischer Lyriker
- Adolf Darlap (1924–2007), österreichischer katholischer Theologe
- Franz Fuchs (1924–1995), Malermeister, Politiker, Mitglied im Bayerischen Senat
- Fritz Koenig (1924–2017), Bildhauer
- Dieter Stein (1924–2022), Zeichner und Maler
- Günther Ziessler (1924–2001), Schauspieler
- Dora Dunkl (1925–1982), deutsch-österreichische Lyrikerin und Schriftstellerin
- Oskar Klemmert (1925–2010), Oberbürgermeister von Kitzingen
- Wolfgang Lenz (1925–2014), Maler und Grafiker
- Regina von Sachsen-Meiningen (1925–2010), Mitglied des Hauses Wettin
- Walter Schmidt (1925–2019), Mediziner
- Gunter Ullrich (1925–2018), Künstler
- Karl Julius Ullrich (1925–2010), Mediziner und Nephrologe
- Eugen Wirth (1925–2012), Geograph und Hochschullehrer
- Kurt Gauly (1926–2019), Kommunalpolitiker (CDU)
- Schraga Har-Gil (1926–2009), Journalist, Nahostkorrespondent und Schriftsteller
- Leo Kirch (1926–2011), Medienunternehmer
- Wilhelm Neumann (1926–1993), Chemiker und Hochschullehrer
- Walter Rupp (1926–2025), Jesuit
- Wolfgang Schiering (1926–2005), Klassischer Archäologe
- Karlheinz Eber (1927–2004), CVJM-Sekretär und Träger des Bundesverdienstkreuzes
- Wilhelm Fritz (1927–2002), Manager, Sportfunktionär und Verfassungsrichter
- Kurt Leo Sourisseaux (1927–2015), Sänger, Schauspieler und Regisseur
- Kurt Wölfel (1927–2021), Germanist, Literaturwissenschaftler und Professor an der Universität Erlangen-Nürnberg
- Elmar Zeitler (1927–2020), Physiker
- Hans Karl Burgeff (1928–2005), Metallbildhauer und Kunstprofessor
- Georg von Waldburg zu Zeil und Trauchburg (1928–2015), Unternehmer
- Helmut G. Grob (* 1929), Science-Fiction-Autor
- Arnold J. Heidenheimer (1929–2001), US-amerikanischer Politikwissenschaftler und Hochschullehrer
- Ernst-Günter Krenig (1929–2016), Historiker
- Heinrich Kreuzer (1929–2016), Mediziner, Kardiologe und Hochschullehrer
- Klaus Zeitler (1929–2020), Politiker
- Ernst Eichinger (1929–2015), Künstler
- Wulff-Dieter Heintz (1930–2006), Astronom
- Theodor Mebs (1930–2017), Ornithologe und Autor
- Reinhold Vöth (1930–1997), Jurist, Politiker und Rundfunkintendant
- Elmar Wegner (* 1930), Jurist, Betriebswirt und Geschäftsführer (Fränkische Gesellschaftsdruckerei und Echter-Verlag) in Würzburg

#### 1931 bis 1940
- Heinz Gauly (1931–2024), Archivar und Autor
- Hermann Gerlinger (* 1931), Unternehmer und Kunstsammler
- Ernst Kastner (1931–2022), Kommunalpolitiker und Landrat
- Rolf Oerter (1931–2024), Psychologe und Professor für Entwicklungspsychologie
- Günther Fersch (* 1932), Schauspieler und Stimmenimitator
- Hermann Flade (1932–1980), Politikwissenschaftler
- Dieter Röß (* 1932), Physiker und Wirtschaftsmanager
- Helga Wischer (1932–2020), Sportanglerin
- Reinhard W. Hoffmann (* 1933), Chemiker
- Karl-Georg Zierlein (* 1933), Jurist, Direktor beim Bundesverfasserungsgericht, Sohn des Bäckermeisters Georg Zierlein
- Peter Donat (* 1934), Archäologe
- Eberhard Dünninger (1934–2015), Generaldirektor der Bayerischen Staatlichen Bibliotheken und Politiker
- Claus Eberth (1934–2009), Schauspieler
- Hubert Elsässer (1934–2009), Bildhauer
- Hasso Hofmann (1934–2021), Rechtsphilosoph und Verfassungsjurist
- Gundolf Keil (* 1934), Germanist und Medizinhistoriker
- Gosbert Müller (1934–2024), Kriminalbeamter
- Bernhard Pfister (1934–2019), Jurist und Hochschullehrer
- Gerhart Schröder (1934–2023), Romanist
- Edgar Hertlein (* 1935), Kunsthistoriker
- Walter Konrad (1935–2019), Jurist, Medienmanager und Kommunalpolitiker
- Hella Lenz, geborene Seibel (* 1935), Malerin
- Peter Neckermann (* 1935), Kaufmann, nach 1976 Vizepräsident der Nationwide Mutual Insurance Company, Sohn von Josef Neckermann
- Günter Roth (* 1935), Offizier, Brigadegeneral und Militärhistoriker
- Ado Schlier (* 1935), Moderator
- Dieter Schwab (* 1935), Rechtswissenschaftler
- Josef Steinruck (* 1935), Kirchenhistoriker
- Dietrich Welte (1935–2025), Geochemiker
- Claus Detjen (* 1936), Verleger des Haller Tagblatts in Schwäbisch Hall
- Freimut Duve (1936–2020), Publizist und Politiker
- Otmar Issing (* 1936), Ökonom
- Jürgen Jeziorowski (* 1936), Oberkirchenrat, Pressereferent und Herausgeber
- Christiane Nielsen (1936–2007), Schauspielerin
- Peter Sand (* 1936), Umweltrechtler
- Theodor Hugues (1937–2022), Architekt und Universitätsprofessor.
- Peter Keller (1937–2024), Politiker
- Baldur Pfeiffer (1937–2018), adventistischer Kirchenhistoriker und Rektor der Theologischen Hochschule Friedensau
- Eva Maria Pracht, geb. Neckermann (1937–2021), Dressurreiterin, Bronzemedaillen-Gewinnerin bei Olympia
- Franz Steinkühler (* 1937), Vermögens- und Unternehmensberater und ehem. Vorsitzender der IG Metall
- Maren Collin (* 1938), Leichtathletin
- Norbert Dill (1938–2021), Rhönradturner, Unternehmer
- Heinrich Wahl (* 1938), experimenteller Teilchenphysiker, Hochschullehrer
- Walter Engelhardt (1939–2022), Politiker
- Willi Gerner (1939–2008), Gewerkschafter
- Walter Herrmann (1939–2016), Kölner Aktivist
- Klaus Hofmann (* 1939), Musikwissenschaftler
- Wolfgang Kaniber (1939–2021), Fußballspieler und -trainer
- Hannelore Schlaffer (* 1939), Germanistin
- Rüdiger Hans Schmitt (* 1939), Iranist, Indogermanist und Hochschullehrer
- Klaus Detter (* 1940), Richter am Bundesgerichtshof
- Bernd Donaubauer (* 1940), Politiker
- Franz Ebert (1940–2015), Politiker
- Dieter Jung (* 1940), Degenfechter
- Albrecht Kronenberger (* 1940), Priester der Diözese Speyer
- Dieter Lau (* 1940), Altphilologe und Historiker
- Manfred Nußbaumer (* 1940), ehem. Vorstandsvorsitzender der Züblin AG und Träger des Bundesverdienstkreuzes am Bande
- Dieter Scheler (* 1940), Historiker

#### 1941 bis 1950
- Walter Groß (* 1941), katholischer Theologe und Alttestamentler
- Uwe Lambinus (1941–2019), Politiker (SPD)
- Alois Konstantin zu Löwenstein-Wertheim-Rosenberg (* 1941), Jurist und Manager
- Alfred Kieser (* 1942), Betriebswirtschaftler
- Eva-Maria Kors (* 1942), Politikerin (CDU)
- Ewald Lang (1942–2013), Linguist und Hochschullehrer
- Hans-Jürgen Mahlitz (* 1942), Journalist und Publizist
- Magdalena Montezuma (1942–1984), Schauspielerin und Szenenbildnerin
- Werner Schiedermair (1942–2025), Ministerialbeamter und Denkmalpfleger
- Helmut Weber (* 1942), Arzt und Träger des Bundesverdienstkreuzes am Bande
- Heiner Bubb (* 1943), Arbeitswissenschaftler
- Uta Kron (1943–2020), Archäologin
- Klaus Mudersbach (1943–2010), Sprachwissenschaftler und Hochschullehrer
- Peter Ostermeyer (* 1943), Schachmeister
- Barbara Schlick (* 1943), Sopranistin
- Peter Schmalz (* 1943), Journalist
- Marita Bäuerlein (* 1944),  Landtagsabgeordnete und Deutsche Weinkönigin 1964/1965
- Günter Burkard (* 1944), Ägyptologe
- Edgar Burkart (1944–2011), Fußballfunktionär
- Bernhard Fleckenstein (1944–2021), Humanmediziner
- Sigrid Meuschel (1944–2016), Politikwissenschaftlerin
- Edwin Noël (1944–2004), Schauspieler
- Ursula Peters (* 1944), Professorin für germanistische Mediävistik
- Konrad Schliephake (* 1944), Geograph
- Eberhard Sinner (* 1944), Politiker (CSU)
- Angelika Ebbinghaus (* 1945), Historikerin und Psychologische Psychotherapeutin
- Dieter Michael Feineis (1945–2021), römisch-katholischer Geistlicher und Kirchenhistoriker
- Gabriele M. Göbel (* 1945), Schriftstellerin
- Sigrid Kiessling-Rossmann (* 1945), Malerin
- Gerd Lohmeyer (* 1945), Schauspieler und Regisseur
- Doris Steinmüller (* 1945), Schauspielerin und Fernsehshowassistentin
- Hans-Jürgen Weber (* 1945), Jurist und Politiker, Oberbürgermeister der Stadt Würzburg
- Michael Werner (* 1945), Rennbootfahrer
- Reinhold Batberger (* 1946), Schriftsteller
- Rainer Boutter (* 1946), Politiker (SPD)
- Harald Schmaußer (* 1946), Grafiker, Karikaturist und Maler
- Franziska Wiethold (* 1946), Mitglied im Vorstand der deutschen Dienstleistungsgewerkschaft Ver.di
- Michael Zöller (* 1946), Soziologe und Hochschullehrer
- Michael Arnal (* 1947), Drehbuchautor und Regisseur
- Gudrun Grieser (* 1947), Politikerin (CSU)
- Stefan Kummer (* 1947), Kunsthistoriker
- Reinhard Leibold (* 1947), Langstreckenläufer
- Richard Neubauer (* 1947), Eishockeyspieler und -trainer
- Norbert Westenrieder (1947–2013), Dokumentarfilmer und Sachbuchautor
- Hans Ulrich Gumbrecht (* 1948), deutsch-amerikanischer Literaturwissenschaftler
- Johannes Willms (1948–2022), Historiker und Publizist
- Hannes Clauss (* 1949), Jazzschlagzeuger
- Doris Conrads (* 1949), Künstlerin
- Norbert Düchtel (* 1949), Organist
- Rainer René Mueller (* 1949), Kurator, Herausgeber und Lyriker
- Günter Wolf (* 1949), Wasserball-Nationalspielerspieler und -trainer
- Wolfgang Baumann (* 1949), Rechtsanwalt, Politiker, Umweltaktivist
- Mathias Breitschaft (* 1950), Kirchenmusiker, Domkapellmeister in Mainz, Hochschullehrer
- Gerhard Hartmann (* 1950), Politiker (SPD)
- Erhard Köllner (* 1950), Erziehungswissenschaftler, Sexologe und Psychotherapeut
- Joachim Mössner (* 1950), Internist und Hochschullehrer
- Klaus Ronneberger (1950–2025), Stadtsoziologe

#### 1951 bis 1960
- Brigitte Behrens (1951–2025), Hauptgeschäftsführerin von Greenpeace Deutschland
- Michael Jung (* 1951), Politiker (CDU)
- Jutta Ditfurth (* 1951), Sozialwissenschaftlerin, Publizistin und Politikerin
- Bernd Haunfelder (* 1951), Historiker und Publizist
- Friederike Hassauer (1951–2021), Literaturwissenschaftlerin und Romanische Philologin
- Wolfgang Hollik (* 1951), Physiker
- Norbert Dömling (* 1952), Musiker (E- und Kontrabassist) und Komponist
- Wolfgang Hein (* 1952), Brigadegeneral der Luftwaffe
- Kurt Klühspies (* 1952), Handballspieler
- Bernhard Potschka (* 1952), Komponist und Musiker
- Harald Schneider (* 1952), Politiker (SPD)
- Hans-Georg Weigand (* 1952), Mathematikdidaktiker
- Peter Weltner (* 1952), Organist und Komponist
- Rudolf Strohmeier (* 1952), Jurist und EU-Beamter
- Thomas Bach (* 1953), Jurist, Fechter und Sportfunktionär, neunter IOC-Präsident
- Christian v. Ditfurth (* 1953), Schriftsteller
- Michael Eichberger (* 1953), Richter des Ersten Senats des Bundesverfassungsgerichts
- Rudolf Englert (* 1953), römisch-katholischer Theologe
- Bernhard Irrgang (1953–2024), Technikphilosoph und Ethiker
- Bernhard Koloczek (* 1953), Richter am Bundessozialgericht
- Eberhard Nuß (* 1953), Politiker (CSU), Landrat des Landkreises Würzburg
- Peter Spiegel (* 1953), Sachbuchautor und Unternehmensgründer
- Heribert Weber (* 1953), Physiker
- Carina Weiß (* 1953), Archäologin
- Georg Wöhrle (* 1953), Altphilologe und Medizinhistoriker
- Roman Fischer (* 1954), Archivar und Historiker
- Maria Gaida (* 1954), Altamerikanistin
- Marion Seib (* 1954), Politikerin (CSU)
- Hans-Wolfgang Theobald (* 1954), Orgelbauer und Musikwissenschaftler
- Erhard Weimann (* 1954), Politiker (CDU)
- Jürgen Banzer (* 1955), Rechtsanwalt und Politiker (CDU)
- Gabriel Dessauer (* 1955), Kantor, Konzertorganist und Hochschullehrer
- Konrad Fischer (1955–2018), Architekt und Denkmalpfleger
- Horst Freitag (* 1955), Diplomat, Leiter der Akademie Auswärtiger Dienst, Botschafter in Südafrika
- Kathrin Groß-Striffler (* 1955), Schriftstellerin
- Wolfgang Karl Kraus (* 1955), evangelischer Theologe und Hochschullehrer
- Root Leeb (* 1955), Schriftstellerin, Malerin und Illustratorin
- Thomas Karl Neisinger (1955–2024), Jurist und Diplomat
- Thomas Röhner (* 1955), Illustrator von Kinder- und Jugendbüchern und Kinderbuchautor
- Burkard Schmidl (* 1955), Komponist, Klangkünstler, Musikproduzent und Keyboarder
- Michael Wilhelm (* 1955), Politiker
- Clemens Bieber (* 1956), Kammersänger
- Uwe Dolata (* 1956), Wirtschaftskriminalist, Kriminalhauptkommissar, Publizist, Autor, Verleger und Politiker
- Warner E. Hodges (* 1956), Musiker, Gitarrist unter anderem von Jason & the Scorchers
- Matthias Kohlmann (* 1956), Zeichner, Bildhauer und Professor
- Marion Küstenmacher (* 1956), Chefredakteurin des Newsletters Simplify your life
- Waltraud Meier (* 1956), Opernsängerin, Sopranistin und Wagner-Interpretin
- Burkard Neumayer (* 1956), Mathematiker, Hochschullehrer und Maler
- Helge Nyncke (* 1956), Illustrator
- Rainer Römer (* 1956), Schlagzeuger und Hörspielautor
- Wolfgang Schmale (* 1956), Historiker
- Hartmut Josef Göbel (* 1957), Neurologe, Schmerztherapeut und Psychologe
- Stephan Kaller (* 1957), Pianist, Kammermusiker, Liedbegleiter und Klavierpädagoge
- Romana Menze-Kuhn (* 1957), Malerin und Installationskünstlerin
- Monika Nickel (* 1957), römisch-katholische Theologin
- Stefan Oschmann (* 1957), Manager, CEO des Pharma- und Chemiekonzerns Merck KGaA
- Stephan Seidlmayer (* 1957), Ägyptologe
- Ursula Sowa (* 1957), Politikerin (Bündnis 90/Die Grünen)
- Michael Winkler (* 1957), rechtsextremer Kolumnist und Autor
- Ernst Bechert (* 1958), Komponist
- Andreas Dornheim (* 1958), Historiker
- Manfred Ländner (* 1958), Politiker (CSU)
- Jochen Niemuth (* 1958), Künstler und Meditationslehrer
- Gilbert Paeffgen (* 1958), Jazzmusiker
- Hermann Seidl (1958–2018), Komponist
- Nikolaus Utermöhlen (1958–1996), Musiker und Künstler
- Wolfgang Förster (* 1959), politischer Beamter (SPD)
- Ferdinand Michel (* 1959), Basketballspieler und -trainer
- Frank Muth (* 1959), Schauspieler und Synchronsprecher
- Stefan Schilling (* 1959), Bildhauer
- Gerd Schröder (1959–2008), Unternehmer und Eishockey-Funktionär
- Claudius Seidl (* 1959), Publizist und Filmkritiker
- Michael Weißenberger (* 1959), Altphilologe
- Frank-Markus Barwasser (* 1960), Journalist und Kabarettist alias Erwin Pelzig
- Rolf Bier (* 1960), Bildender Künstler
- Heinz Krimmer (* 1960), Journalist, Dozent, Fotograf, Herausgeber und Autor
- Krystyna Kuhn (* 1960), Schriftstellerin
- Astrid Schütz (* 1960), Psychologin und Hochschullehrerin
- Hartwin Spenkuch (* 1960), Historiker
- Cordula Stumpf (* 1960), Rechtswissenschaftlerin und Hochschullehrerin
- Veit Wolpert (* 1960), Politiker (FDP)
- Burkard Zapff (* 1960), römisch-katholischer Theologe und Alttestamentler

#### 1961 bis 1970
- Toni Dietl (* 1961), Karateka und ehemaliger Bundestrainer im DKV
- Thomas Dimpfl (* 1961), Gynäkologe
- Stephan Lorenz (* 1961), Rechtswissenschaftler und Richter am Bayerischen Verfassungsgerichtshof
- Thomas Müller-Schneider (* 1961), Soziologe und Hochschullehrer
- Roman Rausch (* 1961), Schriftsteller
- Tassilo Schmitt (* 1961), Althistoriker
- Claudia Spies (* 1961), Fachärztin für Anästhesiologie
- Christian Zirkelbach (* 1961), Leichtathlet
- Iris Hanika (* 1962), Schriftstellerin
- Burkard Porzelt (* 1962), Theologe und Hochschullehrer
- Michael Rosenberger (* 1962), römisch-katholischer Priester und Moraltheologe
- Frank Dimitri Etienne (* 1962), Maler und bildender Künstler[3]
- Martin Arz (* 1963), Schriftsteller und bildender Künstler
- Stefan Dornbusch (* 1963), Künstler und Architekt
- Georg Guggenberger (* 1963), Geoökologe und Hochschullehrer
- Jürgen L. Müller (* 1963), Neurologe und Psychiater, Hochschullehrer
- Michaela Neubert, geborene Boser (* 1963),  Kunsthistorikerin
- Jürgen Schmidt (* 1963), Historiker
- Peter „Pit“ Stahl (* 1963) Basketballspieler und -trainer
- Berthold Vogel (* 1963), Soziologe und Hochschullehrer
- Karin Angerer (* 1964), Juristin
- Brigitte Baetz (* 1964), deutsche Journalistin und Moderatorin
- Andreas Boltz (* 1964), Kirchenmusiker und Komponist
- Martin Burkert (* 1964), Politiker (SPD)
- Christopher G. Cavoli (* 1964), General der United States Army und Kommandeur der NATO
- Gottfried von der Goltz (* 1964), deutsch-norwegischer Violinist und Dirigent
- Martin Hecht (* 1964), Publizist und Schriftsteller
- Arno Hey (1964–2014), Kunstschmied und Bildhauer
- Hans-Peter Jugel (* 1964), Diplomat
- Simone Mortier (* 1964), Duathletin und Triathletin
- Claus Reitmaier (* 1964), Fußballtorhüter und Torhütertrainer
- Christiane Slawik (* 1964), Fotografin und Autorin
- Klaus Zimmermann (* 1964), Althistoriker
- Volker Felgenhauer (* 1965), Komponist
- Christian Klingen (* 1965), Politiker, Mitglied des bayerischen Landtags
- Barbara Lenz (* 1965), Architektin und Künstlerin
- Martina Löw (* 1965), Soziologin
- Uwe Meenen (* 1965), Politiker (NPD)
- Burkard Polster (* 1965), Mathematiker
- Johannes Schmalzl (* 1965), Regierungspräsident des Regierungsbezirks Stuttgart in Baden-Württemberg
- Roland Trescher (* 1965), Schauspieler, Dramatiker und Schauspiellehrer
- Tilman Baumgärtel (* 1966), Medienwissenschaftler und Journalist
- Heidi Emmert (* 1966), Organistin und Musikpädagogin
- Kristin von der Goltz (* 1966), deutsch-norwegische Musikerin
- Eva Leitolf (* 1966), Kunstfotografin
- Thomas Mütze (* 1966), Politiker (Bündnis 90/Die Grünen)
- Johannes Steck (* 1966), Schauspieler
- Karin Steinbach Tarnutzer (* 1966), deutsch-schweizerische Autorin, Lektorin und Journalistin
- Bernhard Winkler (* 1966), Fußballspieler und -trainer
- Christian Witschel (* 1966), Althistoriker
- Tamme Goecke (* 1966), Pränatalmediziner
- Christian Weis (1966–2017), Schriftsteller
- Katharina Bracht (* 1967), evangelische Kirchenhistorikerin, Hochschullehrerin
- Jürgen Götz (* 1967), Politiker, Erster Bürgermeister der Gemeinde Veitshöchheim
- Joachim Hamm (* 1967), germanistischer Mediävist
- Rudolf Hein (* 1967), Theologe, Priester und Chorherr des Prämonstratenserordens
- Burkard Kunkel (* 1967), Musiker
- Anja Lukaseder (* 1967), Künstler- und Musikmanagerin
- Patrick Ott (* 1967), Politiker (FDP/CSU)
- Claudia Schmidt (* 1967), Theater- und Filmschauspielerin sowie Synchronsprecherin
- Rüdiger Schmitt (* 1967), Autorennfahrer
- Karin Schubert (* 1967), Fernsehmoderatorin
- Markus E. Ungerer (1967–2019), Feuerwehrmann und Sachbuchautor
- Martin Väth (* 1967), Mathematiker und Hochschullehrer
- David Berger (* 1968), katholischer Theologe und Philosoph
- Benjamin Bergmann (* 1968), Künstler
- Friederike Dopheide (* 1968), Künstlerin
- Sebastian Christoph Jacob (* 1968), Schauspieler, Autor, Regisseur und klassischer Gitarrist
- Ulrike Müßig (* 1968), Rechtswissenschaftlerin und Rechtshistorikerin
- Patricia Schäfer (* 1968), Journalistin und Moderatorin
- Anna Scherbaum (* 1968), Kunsthistorikerin
- Sabine Stöhr (* 1968), literarische Übersetzerin
- Sabine Bau (* 1969), Florett-Fechterin
- Andrea Behr (* 1969), Politikerin und Zahnärztin
- Frank Michael Bengel (* 1969), Nuklearmediziner und Hochschullehrer
- Thomas Endres (* 1969), Fechter
- Bernd Hollerbach (* 1969), Fußballspieler und -trainer
- Jan Kurz (* 1969), Historiker
- Marco Langner (* 1969), Fußballtorhüter und -trainer
- Oliver Schuegraf (* 1969), evangelisch-lutherischer Theologe, Landesbischof von Schaumburg-Lippe
- Peter Sippel (* 1969), Fußballschiedsrichter
- Andreas Pietschmann (* 1969), Schauspieler
- Thomas Uhl (1969–2015), Medizin-Informatiker und Geschäftsführer
- Ulrich Däuber (* 1970), Footballtrainer
- Marcus Deufert (* 1970), Altphilologe
- Stefan Schmid (* 1970), Leichtathlet
- Claudia Stamm (* 1970), Politikerin (Bündnis 90/Die Grünen)
- Burkhard Steinbach (* 1970), Basketballspieler
- Peter Wasserscheid (* 1970), Chemiker und Professor

#### 1971 bis 1980
- Björn Brembs (* 1971), Neurobiologe
- Duane Harden (* 1971), US-amerikanischer House-Sänger
- Marco Zagrabinsky (* 1971), Cartoonist, Karikaturist und Illustrator
- Eva Döhla (* 1972), Kommunalpolitikerin (SPD), Oberbürgermeisterin der Stadt Hof
- Susanne Metzger (* 1972), deutsch-schweizerische Physikerin und Hochschullehrerin
- Brittney Powell (* 1972), deutsch-amerikanische Schauspielerin
- Mathias Tretter (* 1972), Kabarettist und Autor
- Christian Göbel (* 1973), Politikwissenschaftler und Sinologe
- Christiane Hansen (* 1973), Kinderbuch-Illustratorin
- Wolfram Huhn (* 1973), Ruderer
- Nikola Jaensch (* 1973), Künstlerin
- Lin May (1973–2023), deutsch-irakische Bildhauerin
- Anja Rützel (* 1973), Journalistin und Autorin
- Ralf Scherbaum (* 1973), Fußballtorhüter
- Christian Zübert (* 1973), Drehbuchautor und Filmregisseur
- Heike Dorsch (* 1974), Diplom-Betriebswirtin, Blauwasserseglerin und Autorin
- Silke Mayer (* 1974), Basketball-Nationalspielerin
- Peter R. Neumann (* 1974), Politikwissenschaftler und Journalist
- Martina Nöth (* 1974), Autorin und Sängerin
- Chris Palko (* 1974), US-amerikanischer Rapper
- Gunther Rost (* 1974), Konzertorganist und Professor
- Regina Schleicher (* 1974), Radrennfahrerin
- Frank Baumann (* 1975), Fußballspieler
- Björn Emmerling (* 1975), Hockeyspieler
- Ben von Grafenstein (* 1975), Filmregisseur, Filmeditor und Drehbuchautor
- Martin Heilig (* 1975), Dipl.-Handelslehrer und Kommunalpolitiker
- Alexander Hoffmann (* 1975), Politiker, Mitglied des Deutschen Bundestags
- Jule Gölsdorf (* 1976), Fernsehmoderatorin, Journalistin
- Steffen Roth (* 1976), Soziologe, Wirtschaftswissenschaftler, Hochschullehrer
- Bernhard Spielberg (* 1976), katholischer Theologe
- Lorenz Dangel (* 1977), Filmkomponist und Musiker
- Martin Maria Eschenbach (* 1977), Schauspieler
- Markus Hammer (* 1977), Musiker und Schauspieler
- Ralf Keidel (* 1977), Fußballspieler
- Angelika Allgayer (* 1978), Richterin am Bundesgerichtshof
- Susanne Alt (* 1978), Saxophonistin und Komponistin
- Hannah Ertel (* 1978), Judoka
- Sidonie Kellerer (* 1978), deutsch-französische Philosophin
- Dirk Nowitzki (* 1978), Basketballspieler
- Franziska Schutzbach (* 1978), Soziologin und Geschlechterforscherin
- Bernd Korzynietz (* 1979), Fußballspieler
- Thomas Lurz (* 1979), Schwimmer
- Agnes Pfrang (* 1979), Pädagogin und Hochschullehrerin
- Holger Scheidt (* 1979), Jazzmusiker
- Iñaki Urkiaga (* 1979), Wasserballer
- Steffen Hofmann (* 1980), Fußballspieler
- Carsten Lichtlein (* 1980), Handballtorhüter
- Mia Florentine Weiss (* 1980), Konzept- und Performancekünstlerin

#### 1981 bis 2000
- Dominik Behr (* 1981), Florettfechter
- Anne Diemer (* 1981), Schauspielerin
- Markus Geist (* 1981), Hauptfeldwebel der Bundeswehr
- Monika Götz (* 1981), Leichtathletin
- Anna Graenzer (* 1981), Theaterschauspielerin
- Alf Mintzel (* 1981), Fußballspieler
- Daniel Sauer (* 1981), Handballspieler
- Christian Wiesner (* 1981), Fußballspieler
- Viktoria Däschlein-Gessner (* 1982), Chemieprofessorin
- Michael Fuchs (* 1982), Badmintonspieler
- Christian Hein (* 1982), Schwimmer
- Manuel Hobiger (* 1982), Seismologe und Quizspieler
- Ursula Holl (* 1982), Fußballtorhüterin
- Christoph Bornmüller (* 1983), Theaterschauspieler und -regisseur
- Bernhard Bozian (* 1983), Schauspieler
- Sebastian Reich (* 1983), Bauchredner
- Marie-Theresa Zepp, geborene Lohr (* 1983), Schauspielerin
- Beka (* 1984, bürgerlich Benjamin Koeberlein), Rapper
- Carina Breunig (* 1984), Fußballspielerin
- Cornelia Fischer (* 1984), Köchin
- René Kirch (* 1984), Politiker
- Michael Müller (* 1984), Handballspieler
- Philipp Müller (* 1984), Handballspieler
- Angela Rudzka (* 1984), Politikerin (AfD)
- Laura Tibitanzl (* 1984), Leichtgewichtsruderin
- Luise Boege (* 1985), Schriftstellerin
- Judith Gerlach (* 1985), Politikerin (CSU) Judith Gerlach

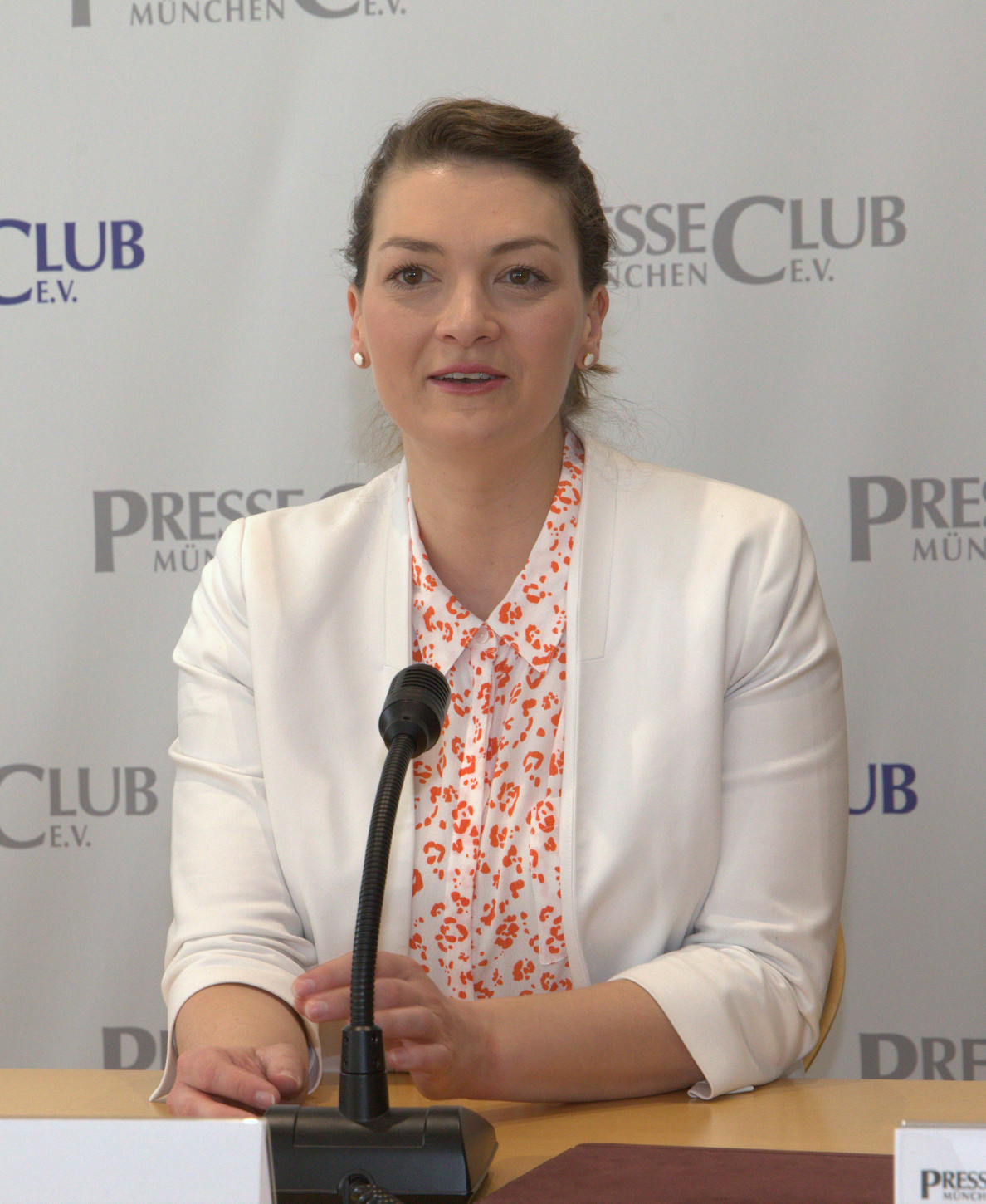
Judith Gerlach

- Philipp Hacker (* 1985), Rechtswissenschaftler und Hochschullehrer
- Friederike Kromp (* 1985), Fußballtrainerin
- Moritz Müller (* 1985), Schlagzeuger
- Christian Reichert (* 1985), Freiwasserschwimmer, Weltmeister
- Dominik Schneider (* 1985), Basketballspieler
- Felix Torkar (* 1986), Architekturhistoriker
- Manuel Duhnke (* 1987), Fußballspieler
- Thorsten Kirschbaum (* 1987), Fußballtorhüter
- Tarik Kuzucu (* 1987), Kampfsportler und Weltmeister im Fullcontact Kickboxen (WKA)
- Simon Rösner (* 1987), Squashspieler
- Franziska Benz (* 1988), Schauspielerin
- Greta Călinescu (* 1988), Theaterregisseurin
- Franky Kühnlein (* 1988), Schauspieler
- Katharina Baunach (* 1989), Fußballspielerin
- Felix Hoffmann (* 1989), Basketballspieler
- Fabienne Kohlmann (* 1989), Leichtathletin
- Jakob Schmidt (* 1989), Dokumentar- und Spielfilmregisseur
- Felix Burmeister (* 1990), Fußballspieler
- Karolina Chrapek (* 1990), polnische Skirennläuferin
- Florian Munteanu (* 1990), Schauspieler
- Nicolas Roth (* 1990), Fußballspieler
- Laura Stellbrink (* 1990), Politikerin (SPD)
- Philipp Grimm (* 1992), Sportschütze
- Johannes Kessler (* 1992), Volleyballspieler
- Maximilian Kleber (* 1992), Basketballspieler
- Felix von Zobel (* 1992), Agronom, Biohofbetreiber und Politiker
- Victoria Abelmann-Brockmann (* 1993), Schauspielerin
- Lena Lotzen (* 1993), Fußballspielerin
- Julia Stephanie Schmitt (* 1993), Schauspielerin
- Amélie Ebert (* 1994), Synchronschwimmerin
- Marcel von Winckelmann (* 1994), Koch
- Daniel Norl (* 1995), US-amerikanisch-deutscher Basketballspieler
- Constantin Ebert (* 1996), Basketballspieler
- Rico Braun (* 1997), Degenfechter und Deutscher Meister
- Dominic Fritz (* 1997), Sänger
- Maximilian Breunig (* 2000), Fußballspieler
- Felix Karle (* 2000), Handballspieler
- Fan Bo Meng (* 2000), Tischtennisspieler

### 21. Jahrhundert
- Cara Reuthal (* 2001), Handballspielerin
- Julius Böhmer (* 2002), Basketballspieler
- Louis Breunig (* 2003), Fußballspieler
- Adriano Onyegbule (* 2006), deutsch-nigerianischer Fußballspieler
- Hannes Steinbach (* 2006), Basketballspieler

## Bekannte Einwohner von Würzburg

### Bis 1800
- Johannes (gen. 1133), Stifter und erster Klostervorsteher des Klosters Oberzell, wirkte zuvor als Kanoniker in Würzburg
- Walther von der Vogelweide (≈ 1170–1230), Lyriker und Minnesänger
- Tilman Riemenschneider (≈1461–1531), Bildschnitzer und Bildhauer sowie Bürgermeister der Stadt von 1520 bis 1524
- Lorenz Fries (1489–1550), Würzburger fürstbischöflicher Rat und „Geheimschreiber“
- Johann Bonifaz Schetzler († 1572), Sekretär, Botenmeister und Lehenschreiber der Würzburger Fürstbischöfe, Nachfolger des Lorenz Fries
- Johann Major (1533–1600), evangelischer Theologe, Humanist und Poet
- Konrad Dinner (1540–≈1600), Jurist und Humanist, Dinner wirkte als Rat der Würzburger Bischöfe
- Eucharius Sang (≈1556–1620), Weihbischof, Universitätsrektor und Schriftsteller
- Christoph Schleupner (1566–1635), lutherischer Generalsuperintendent während der schwedischen Besetzung
- Balthasar Hager (1572–1627), Jesuit und Kontroverstheologe, Rektor des Jesuitenkollegs in Würzburg
- Jodokus Wagenhauer (1580–1635), Weihbischof und Universitätsrektor
- Hieronymus Praetorius (1595–1651), erster lutherischer Superintendent von Würzburg
- Caspar Schott (1608–1666), Autor und Pädagoge
- Johann Conrad von Winterscheidt (≈1630–1684), Stadtkommandant von Würzburg
- Valentino Pezzani (1650–1716), Baumeister, Pezzani arbeitete unter anderem an der Würzburger Fortifikation mit
- Johann Philipp von Greiffenclau zu Vollraths (1652–1719), Fürstbischof von Würzburg
- Philipp Braun (1654–1735), Regens des Würzburger Priesterseminars, Generalvikar des Bistums Würzburg sowie Dechant des Stiftes Haug
- Alberich Ebenhöch (1666–1727), Geistlicher und Rektor der Julius-Maximilians-Universität Würzburg
- Anton Clemens Lünenschloß (1678–1763), Maler und Stuckateur
- Maria Renata Singer von Mossau (1679–1749), Ordensoberin und Opfer der Hexenverfolgung
- Balthasar Neumann (1687–1753), Baumeister
- Karl Philipp von Greiffenclau zu Vollrads (1690–1754), Fürstbischof von Würzburg
- Adam Huth (1696–1771), Jesuit, Theologe und Kirchenrechtler, Rektor des Jesuitenkollegs in Würzburg und Beichtvater des Fürstbischofs
- Johann Kaspar Barthel (1697–1771), katholischer Kirchenrechtler und Hochschullehrer
- Johann Jakob Joseph Sündermahler (1712–1775), Rechtsgelehrter und Hochschullehrer an der Universität Würzburg
- Franz Huberti (1715–1789), deutscher Geistlicher, Pädagoge und Astronom
- Thomas Holtzclau (1716–1783), Theologe und Jesuit, zunächst Lehrer in Würzburg, später Hochschullehrer, Mitverfasser der Theologia Wirceburgensis
- Johann Jacob Stahel (1723–1787), Buchhändler und Buchdrucker
- Ignaz Neubauer (1726–1795), Theologe und Jesuit, zunächst Lehrer in Würzburg, später Hochschullehrer, Mitverfasser der Theologia Wirceburgensis
- Joseph Maria Schneidt (1727–1808), Jurist, Hochschullehrer an der Universität Würzburg und Historiker
- Johann Georg Fellwöck (1728–1810), Mechaniker und Konstrukteur astronomischer Instrumente
- Georg Franz Wiesner (1731–1797), deutscher katholischer Theologe, Hochschullehrer und Schriftsteller
- Materno Bossi (1737–1802), Stuckateur
- Johann Christoph Fesel (1737–1805), Hofmaler
- Johann Prokop Mayer (1737–1804), Lust- und Blumengärtner
- Johann Andreas Gärtner (1744–1826), Architekt
- Anton Joseph Roßhirt (1746–1795), Subregens des Seminars, Kanoniker, Lehrer und Professor in Würzburg
- Johann Philipp von Gregel (1750–1841), Regierungsrat, Kanoniker, Bibliothekar und Professor in Würzburg
- Johann Georg Pickel (1751–1838), Mediziner, Chemiker und Pharmazeut
- Johann Michael Feder (1753–1824), katholischer Geistlicher und Schriftsteller
- Andreas Schellhorn (1761–1845), Dichter, Sprachwissenschaftler und Politiker, Präfekt des Würzburger Priesterseminars
- Joseph Anton Oegg (1762–1817), Registrator und Archivar des Hochstifts, Würzburger Historiker
- Friedrich Karl Ludwig von und zu Guttenberg (1767–1822), Gutsbesitzer,  Polizeipräsident von Würzburg und Politiker
- Carl Gottfried Scharold (1769–1847), Historiker, Mitglied des großherzoglichen Staatsrats und Legationsrat in Würzburg
- Franz Joseph von Stein (1772–1834), Verwaltungsjurist, Hof- und Regierungsrat sowie Hofkavalier in Würzburg
- Peter Philipp Geier (1773–1847), Volkswirt und Hochschullehrer
- Heinrich von Kleist (1777–1811), Schriftsteller und Publizist, wohnte mit seinem Freund Ludwig von Brockes von Sommer bis Oktober 1800 in Würzburg[4][5][6][7][8][9][10]
- Johann Eberle (1798–1834), Mediziner und Physiologe
- Sebald Brendel (1780–1844), Jurist und Hochschullehrer
- Johann Baptist Hergenröther (1780–1835), Theologe und Geistlicher, Rektor des Würzburger Lehrerseminars
- Martin Münz (1785–1849), Anatom
- Johann Baptist von Pfeilschifter (1792–1874), Publizist
- Peter Philipp Geier (1792–1847), Volkswirt und Hochschullehrer
- Karl Steinlein (1796–1851), Nationalökonom, Kassier der Würzburger Specialkasse

### 19. Jahrhundert
- Seligmann Bär Bamberger (1807–1878), Rabbiner
- Georg Joseph Saffenreuter (1808–1869), Leiter des Schullehrerseminars, Vorstand des Taubstummeninstituts und Professor am Gymnasium
- Friedrich Anton Reuß (1810–1868), Arzt, Philologe und Bibliothekar, Reuß war Leiter der Universitätsbibliothek Würzburg
- Carl Fischer (1818–1911), Jurist und Maler, Fischer zeichnete die Domherrenhöfe der Stadt vor den Zerstörungen des Zweiten Weltkrieges
- Richard Wagner (1813–1883), Komponist, in Würzburg 1833 Chordirektor und Chorrepetitor am Stadttheater
- Matthäus Friedrich Chemnitz (1815–1870), Komponist
- Albert von Kölliker (1817–1905), Anatom und Physiologe
- August Schäffler (1837–1891), Archivar und Historiker in Würzburg
- Karl Schönborn (1840–1906), Chirurg und Hochschullehrer
- Emy Gordon(1841–1909), seit 1884 in Würzburg lebende Autorin, Übersetzerin und Funktionärin der katholischen Frauenbewegung
- Leo Woerl (1843–1918), von 1866 bis 1897 in Würzburg tätiger katholischer Verleger, 1882 bis 1891 Stadtrat
- Wilhelm Conrad Röntgen (1845–1923), Physiker und Nobelpreisträger
- Hermann Müller (1850–1927), Schweizer Pflanzenphysiologe, Botaniker, Önologe und Rebzüchter
- Emil Fischer (1852–1919), Begründer der klassischen Organischen Chemie, Nobelpreisträger
- Franz Wilhelm Driesler (1854–1910), Vergolder und Maler, 1897 verlegte er sein Atelier von Lohr nach Würzburg
- Simon Breu (1858–1933), Komponist und Musikpädagoge.
- Eulogius Böhler (1861–1943), Maler und Restaurator
- Theodor Boveri (1862–1915), Anatom und Zoologe
- Oswald Külpe (1862–1915), Psychologe und Philosoph
- Heinz Schiestl (1867–1940), Bildhauer
- Siegmund Ruschkewitz (1871–1940), Kaufmann und Kaufhausbesitzer des gleichnamigen Kaufhauses in der Würzburger Schönbornstraße
- Karl Staab (1875–1954), römisch-katholischer Geistlicher
- Wilhelm Sebastian Schmerl (1879–1963), evangelisch-lutherischer Geistlicher und Schriftsteller, Schmerl war zwischen 1926 und 1949 Pfarrer in der Deutschhauskirche
- Margarete Räntsch (1880–1945), Ärztin, erste Dissertation einer Frau an der Julius-Maximilians-Universität Würzburg
- Georg Wunderle (1881–1950), katholischer Theologe und Religionsphilosoph
- Hermann Zilcher (1881–1948), Komponist, Pianist, Dirigent und Musikpädagoge
- Peter Endrich (1886–1986), Prähistoriker, Hobby-Archäologe, Endrich baute die vor- und frühgeschichtlichen Sammlungen in der Stadt nach dem Zweiten Weltkrieg wieder auf
- Alfons Pfrenzinger (1887–1950), Lehrer und Heimatforscher, Pfrenzinger unterrichtete mehrere Jahre an Würzburger Gymnasien und veröffentlichte eine Vielzahl an Aufsätzen zur Stadtgeschichte
- Max Meyer (1890–1954), HNO-Arzt und Hochschullehrer
- Franz Rolf Schröder (1893–1979), Germanist, Ethnologe und Skandinavist
- Felix Fechenbach (1894–1933), politischer Journalist und Dichter
- Alois Bulitta (1897–1971), Diplom-Handelslehrer, Diplom-Volkswirt, Oberregierungs- und Schulrat, Slawist und Polnischlektor, Bundesverdienstkreuzträger sowie Sach- und Schulbuchautor
- Josef Alois Reinhart (1899–1977), Politiker (NSDAP)

### 20. Jahrhundert
- Werner Heyde (1902–1964), Klinikdirektor, Professor für Psychiatrie und Neurologie an der Universität Würzburg, Politiker (NSDAP), Leiter der medizinischen Abteilung der Zentraldienststelle T4
- Norbert Glanzberg (1910–2001), Komponist und Pianist
- Max Hermann von Freeden (1913–2001), Kunsthistoriker
- Bertold Hummel (1925–2002), Komponist
- Otto Schönberger (* 1926), Altphilologe und Fachdidaktiker
- Franz Dülk (1928–2016), Zeitungswissenschaftler, Fernsehredakteur und -produzent, Dülk lernte bei der Main-Post und wurde nach Ende seiner beruflichen Laufbahn Chronist der Zeitung
- Andreas Müller (1931–2020), Franziskaner und Gründer der Missionszentrale der Franziskaner (MZF)
- Gabriele Wittek (1933–2024), Gründerin und Leiterin der neuen religiösen Bewegung Universelles Leben
- Wolfgang Bötsch (1938–2017), Politiker (CSU)
- Peter Sefrin (* 1941), Arzt und Hochschullehrer
- Ingo Klünder (* 1942), Theater- und Fernsehschauspieler
- Renate Jung (* 1943), Malerin und Buchautorin
- Klaus von Klitzing (* 1943), Physiker und Nobelpreisträger
- Richard Roblee (* 1943), US-amerikanischer Posaunist
- Ulrike Wax-Wörner (* 1945), Politikerin, Autorin, Germanistin und Studienrätin
- Walter Kolbow (1944–2024), Politiker (SPD)
- Barbara Stamm (1944–2022), Politikerin (CSU)
- Karin Radermacher (* 1945), Politikerin (SPD)
- Jürgen Lenssen (* 1947), Leiter der Bau- und Kunstabteilung des Bistums Würzburg, Träger des Kulturpreises der Stadt
- Gwendolyn von Ambesser (* 1949), Regisseurin, Schauspielerin, Autorin
- Thomas Hünig (* 1950), Immunologe, Entwickler des Wirkstoffs TGN1412.
- Dieter R. Fuchs (* 1952), Wissenschaftler und Schriftsteller
- Werner E. Gerabek (* 1952), Medizinhistoriker, Literaturwissenschaftler und Verlagsleiter
- Johannes Gottfried Mayer (1953–2019), Medizinhistoriker und Literaturwissenschaftler
- Josef Schuster (* 1954), Internist und Präsident des Zentralrats der Juden in Deutschland (seit 2014)
- Andrew Ullmann (* 1963), Internist, Infektiologe und Politiker (FDP)
- Achim Wagner (* 1967), Schriftsteller
- Mike Brown[11] (* 1970), US-amerikanischer Basketballtrainer
- Sebastian Fickert (* 1976), Richter und Schriftsteller
- Ann-Helena Schlüter (* 1976), Pianistin, Komponistin, Lyrikerin, Autorin, Organistin und Musikwissenschaftlerin